# Jochem Verberne
Joachim Hermanus Jacobus Verberne –conocido como Jochem Verberne– (Alkmaar, 20 de enero de 1978) es un deportista neerlandés que compitió en remo. Participó en los Juegos Olímpicos de Sídney 2000, obteniendo una medalla de plata en la prueba de cuatro scull.

## Palmarés internacional
| Juegos Olímpicos | Juegos Olímpicos   | Juegos Olímpicos | Juegos Olímpicos |
| Año              | Lugar              | Medalla          | Prueba           |
| ---------------- | ------------------ | ---------------- | ---------------- |
| 2000             | Sídney (Australia) | Medalla de plata | Cuatro scull     |